# Jaramillo de la Fuente
Jaramillo de la Fuente település Spanyolországban, Burgos tartományban. Jaramillo de la Fuente Barbadillo del Pez, Vizcaínos, Barbadillo del Mercado, Jaramillo Quemado, San Millán de Lara és Riocavado de la Sierra községekkel határos. Lakosainak száma 47 fő (2024).

## Népesség
A település népessége az utóbbi években az alábbiak szerint változott:
| Lakosok száma | 37   | 41   | 39   | 37   | 57   | 52   | 52   | 48   | 42   | 47   |
|               | 2001 | 2004 | 2006 | 2009 | 2011 | 2014 | 2016 | 2019 | 2021 | 2024 |